# Ruta Provincial 1 (Río Negro)
La Ruta Provincial 1 es una carretera argentina, que une las ciudades de Viedma y San Antonio Este en la provincia de Río Negro bordeando en casi todo su recorrido el Océano Atlántico.  
Esta ruta tiene su inicio en el empalme con la Ruta Nacional 3 al km 967 en Viedma. En esta ciudad tiene el rol de circunvalación hasta la rotonda Cooperación, en su intersección con la Avenida Leloir. A partir de aquí, su recorrido es paralelo a la margen sur del río Negro hasta llegar a su desembocadura en el mar Argentino, donde se convierte en el denominado Camino de la Costa o Ruta de los Acantilados, que recorre las distintas playas del litoral rionegrino bordeando el mar.
En 2010, la Ruta en su recorrido de circunvalación de Viedma llevó el nombre de "Presidente Arturo Illia", en honor al expresidente argentino. Pero al año siguiente, ese nombre fue expandido a todo el camino desde la capital provincial hasta el Balneario El Cóndor (km 0 al 35). 
Desde septiembre de 2013, el Camino de la Costa (km 35 a 210) lleva el nombre de Mario Franco, en honor al exgobernador provincial fallecido en abril de ese año.
El camino está asfaltado en sus primeros 65 km, desde Viedma hasta La Lobería.
Antes de transitar la ruta es recomendable verificar su estado en el web de Vialidad provincial de Río Negro, porque en ocasiones se interrumpe el tránsito entre las localidades de Bahía Creek y Punta Mejillón (km 140 al 149), debido al campo dunar rionegrino. En condiciones adecuadas, la ruta se puede transitar en cualquier vehículo (sin necesidad de doble tracción o vehículos todoterreno).

## Recorrido
A continuación se enumeran los lugares por los que pasa esta ruta de este a oeste. 
- Viedma / Empalme Ruta Nacional 3 (km 0). En Viedma cumple la función de circunvalar la ciudad y dividir barrios. Atraviesa los barrios Lavalle, Parque Independencia, Patagonia, Parque Las Flores, Álvarez Guerrero (ex Loteo Silva), Castello, El Progreso, Nueva Capital, Currú Leuvú, Los Fresnos, Santa Clara, Los Maestros, Procrear, Unión, Inalauquen y San Roque. Frente a estos dos últimos barrios mencionados se encuentra la Universidad Nacional de Río Negro.
- Primer empalme Ruta Provincial 51 (km 4).  La Ruta Provincial 51 nace aquí y pasa por la estación de ferrocarril, el aeropuerto y el autódromo de la ciudad. Su camino lleva de una manera más directa hasta La Lobería (por la RP 88) y Bahía Creek, donde se volverán a encontrar ambas rutas.
- Parque Industrial de Viedma (km 6).

- Balneario El Cóndor (km 35).
- Faro Río Negro (km 38).
- Bajada de Picoto (km 39).
- El Espigón (km 54).
- Playa Bonita (km 56).

- La Lobería (km 65).
- Empalme Ruta Provincial 88 (km 66).
- Área natural protegida Punta Bermeja (km 68).

- Bahía Rosas / La Ensenada (km 81).

- Bajada Echandi (km 97).
- Segundo empalme Ruta Provincial 51 (km 132).

- Bahía Creek (km 135).

- Reserva Caleta de Los Loros (km 149).
- Empalme Ruta Provincial 52 (km 163). La RP 52 lleva desde Pozo Salado hasta el km 1056 de la RN 3.

- Pozo Salado / Punta Mejillón (km 165).
- Límite departamental Adolfo Alsina / San Antonio (km 201). Una vieja baliza indica el límite de ambos departamentos provinciales.
- Empalme Ruta Nacional A025 y fin de la ruta (km 210). Este punto se encuentra en el medio de la RN A025: doblando en sentido sur, la ruta nos llevará hasta Saco Viejo y San Antonio Este; mientras que para el norte volveremos a la RN 3 en el km 1115, próximo a San Antonio Oeste y Las Grutas.

- Datos: Q6114256
- Multimedia: Provincial Route 1 (Río Negro) / Q6114256